# Joc de rol en línia basat en text
Un joc de rol basat en text en línia és un joc de rol que es juga en línia mitjançant una interfície basada únicament en text. Els jocs de rol en línia basats en text daten del 1978, amb la creació de MUD1, que va començar l'herència MUD que culmina amb els MMORPG actuals. Alguns jocs de rol basats en text en línia són videojocs, però alguns estan organitzats i operats completament per humans mitjançant la comunicació basada en text. Al llarg dels anys, els jocs han utilitzat TELNET, fòrums d'Internet, IRC, correu electrònic i llocs web de xarxes socials com a mitjans de comunicació.
Hi ha gèneres variats de jocs de rol basats en text en línia, incloent fantasia, drama, terror, anime, ciència-ficció i jocs de rol basats en mitjans de comunicació. Els jocs de rol basats en mitjans populars (per exemple, la sèrie de Harry Potter) són habituals i els jugadors implicats solen coincidir amb els aficionats rellevants.

## Varietats

### MUDs
Precursors dels MMORPG més populars actuals són la branca dels jocs basats en text coneguts com a MUD, MOO, MUCK, MUSH et al., una àmplia família de programari de servidor que remunta els seus orígens a MUD1 i que s'utilitza per implementar una varietat de jocs i altres serveis. Moltes d'aquestes plataformes implementen llenguatges de programació complets de Turing i es poden utilitzar per a qualsevol propòsit, però diversos tipus de servidors tenen associacions històriques i tradicionals amb usos particulars: servidors MUD "mainstream" com LPMud i DikuMUD s'utilitzen normalment per implementar jocs enfocats al combat, mentre que la família de servidors TinyMUD, de vegades referida amb el terme MU *, s'utilitza més habitualment per crear "MUDs socials" dedicats al joc de rols i a la socialització, o serveis no relacionats amb el joc, com ara els MUD educatius. Tot i que sovint es veuen com a límits definitius, les excepcions abunden; molts MUSH tenen un sistema de combat compatible amb el programari, mentre que un moviment "MUD intensiu de rol" es va produir principalment al món DikuMUD, i tant el primer parlador d' Internet (un tipus de servidor purament social) com el popular programari parlador ew-too es basaven en el codi LPMud. Tot i que l'interès per aquests jocs ha patit la popularitat dels MMORPG, un gran nombre d'ells encara funcionen .

### Reproducció per correu i PBEM
Els jocs de rol Play-by-Post o els jocs de PBP fan referència a un altre tipus de jocs basats en text. En lloc de seguir el joc en temps real, com en MUD, els jugadors publiquen missatges en mitjans com taulers d'anuncis, fòrums en línia, sales de xat (com ara AOL, hangouts i xat de Yahoo) i llistes de correu a les quals els seus companys de joc publiquen la seva funció - respostes reproduïdes sense un límit ni un termini real. Últimament s'han utilitzat eines i llocs de blocs com LiveJournal per a aquest propòsit. Això inclou jocs com jocs de rol per correu electrònic (o PBEM). Es desconeixen els orígens d'aquest estil de joc de rol, però probablement es va originar d'alguna forma durant la meitat de finals dels anys vuitanta, quan els sistemes BBS van començar a guanyar popularitat. Normalment es reprodueix a través del format 'Script' i 'Story', tots dos estils són intercanviables i funcionen bé, però depèn de què prefereixi el jugador o de què insisteixi l'administrador humà. El format de guió és una simple declaració del que diu cada personatge, publicació per publicació, amb poc o cap menció de les accions dels personatges, mentre que el format Story requereix que s'esmentin les accions del personatge, inclosos els entorns i una descripció general del que passa.

### Moderat en temps real per humans
Alguns jocs es basen completament en moderadors humans per dictar esdeveniments i en llibres impresos físics per establir regles. Aquests jocs poden utilitzar llançadors de daus de codi per generar resultats aleatoris i poden incloure bases de dades amb la finalitat de mantenir registres de personatges. La interacció entre personatges està controlada per la comunicació entre jugadors individuals (entre si) i amb els moderadors (que retraten personatges que no són jugadors). El programari de comunicació i les opcions de base de dades varien, des de l'aparellament de base de dades front-end / personatge DigiChat iniciat per Conrad Hubbard a White Wolf Publishing, fins als nombrosos xats AOL, hangouts i Yahoo amb bases de dades de caràcters allotjats. Molts jocs també opten per jugar a Internet Relay Chat en xarxes com DarkMyst i SorceryNet. Hi ha opcions més robustes disponibles a moltes taules de sobretaula virtuals. Alguns taulells virtuals inclouen xats de text, a més de compartir imatges i mapes, la gestió de campanyes i molt més. Els jocs de forma lliure poden fins i tot acabar amb la integració de bases de dades o els llançaments de daus completament i dependre de jugadors individuals per guardar els seus propis registres, amb la reputació de la comunitat en línia que determina com reaccionen els altres jugadors.

## Característiques i aspectes socials
Aquests mètodes de joc de rol tenen molts avantatges i desavantatges en comparació amb sistemes de jocs de rol fora de línia més tradicionals. D’una banda, els jocs basats en text permeten als jugadors exercir les seves habilitats d'escriptura mentre utilitzen l'escriptura com a mitjà. Internet també facilita la trobada i el joc junts de les persones. Aquesta llibertat, tot i que és una gran força per al sistema, també té el potencial de ser una gran debilitat. Aquesta llibertat d'expressió tan àmplia es pot maltractar fàcilment, sovint per jugadors nous que no estiguin familiaritzats amb l'etiqueta majoritàriament no escrita de la comunitat de jocs basada en text. Això ha provocat que molts jugadors més experimentats formin camarilles de punt, cosa que també pot perjudicar als nous jugadors que vulguin unir-se a la comunitat. Com a resultat, molts llocs estan etiquetats per a tres nivells de joc de rol: "principiant" "intermedi" o "avançat". Tot i que alguns llocs solen tenir algun tipus de procés de sol·licitud per jutjar la capacitat d'un nou membre de jugar a papers, d'altres permeten als usuaris triar el seu nivell a mesura que creen el seu personatge. Alguns MUD que són "aptes per a principiants" també mantenen canals "principiants" que són gestionats per usuaris amb més experiència amb l'únic propòsit d'ensenyar a nous usuaris. Aquests jugadors avançats solen respondre preguntes i ensenyar a aquests "novells" coses que haurien de fer i que no haurien de fer durant tot el joc. Entre els tipus de comportament que normalment es consideren incompliments de l'etiqueta s'inclou el powergaming i el godmoding.
Un altre aspecte destacable és el desenvolupament d'un vocabulari sobre jocs de rol que es limita gairebé exclusivament a aquells que tenen experiència o estan immersos activament en aquesta recerca com a afició. Alguns termes se superposen a aquells que s'utilitzen habitualment en fandom popular. Termes com Mary Sue, slash, powergaming, godmoding, OOC i IC es troben entre els termes utilitzats amb relativa freqüència en cercles de jocs de rol basats en text, i s'ha arribat a esperar que els jugadors de rol estiguin familiaritzats amb aquesta argot.

### Consentiment
El terme "consentiment" fa referència al "poder de veto" dels jugadors sobre el que els passa als personatges dels seus jugadors. Sovint es coneix a la comunitat de rol continu com a "ortodoxa", "poc ortodoxa" i "híbrida". Els nivells de consentiment poden ser:
- No consentiment: això no significa necessàriament que utilitzen un sistema tradicional de jocs de rol: podria ser que les conseqüències s'apliquin a partir d'una base de “sentit comú”, per exemple, si diversos agents de policia van a apoderar-se d'un personatge, fins i tot sense tirades de daus, un administrador podria dir que l'únic resultat raonable és que el personatge sigui posat en custòdia. O, si existeix aquest sistema, això vol dir que els resultats dels càlculs del sistema són finals.
- Consentiment limitat: normalment, es tracta de controlar la mort del personatge. Un paràmetre pot aplicar estrictament les conseqüències d'In Character, amb o sense un sistema, però permetre al jugador un "out" per evitar la mort del personatge. Per exemple, si es decideix que el personatge va resultar ferit de mort, es podria permetre alterar lleugerament la realitat del joc i, en canvi, que el personatge només pateixi una ferida greu.
- Consentiment: res pot passar a un personatge sense l'aprovació del jugador.

La majoria dels jocs de rol tenen un consentiment limitat, cosa que permet als jugadors dominar una certa marge de maniobra si el jugador ho demana (de fet, una marge gairebé total, tot i que això pot destruir la credibilitat de l'escenari).

### Regles i sistemes d'etiquetes
Tot i que hi ha innombrables sistemes de regles i regles específiques del joc, hi ha un únic criteri universal que separa el joc de rol de l'escriptura col·laborativa — hi ha d'haver una variable sota el control d'un o més jugadors que alguns altres jugadors no puguin controlar. L'exemple més habitual és que cada jugador que participa en l'activitat tingui els seus propis personatges per als quals cap altre participant no pugui escriure diàlegs o accions. La majoria dels mons de jocs basats en text separats tenen el seu propi conjunt de regles o TOS segons els quals tots els usuaris han de consentir el compliment. A més de les regles, normalment hi ha un conjunt universal de costums i una terminologia comuna als jocs de rol basats en text, que més o menys constitueixen una etiqueta de joc.
Alguns exemples habituals d'aquestes regles són:
- Aplicar un gènere o tema específic en un altre que no els sigui rellevant, és a dir, la seva ubicació.
- Unir-se a un determinat "punt de vista" sense motius plausibles per fer-ho.
- Observar la gramàtica i l'ortografia correctes i l'ús d'un determinat llenguatge per defecte a la millor capacitat del jugador.
- Observant la valoració del joc. Els jocs per a adults poden no contenir restriccions en el contingut per a adults.
- Restriccions o requisits per treballar junts fora de la història sobre la trama i altres elements.
- Restriccions a:
  - qui pot contribuir i amb quina freqüència, quan es treballa en un espai obert, com ara un fòrum en línia o una llista de correu .
  - Matar o canviar de manera permanent un personatge important propietat d'un altre jugador sense que sigui plausible o dins del realisme de l'escenari.
  - Powergaming, twinking i / o godmoding.
  - Crear Mary Sues o personatges amb un conjunt de característiques o estadístiques massa beneficioses per al jugador com per donar-los un avantatge injust i poc realista sobre els altres.

Diverses formes de joc que es van desenvolupar dins d'aquests mitjans de comunicació, com el sparring (vegeu més avall), han obtingut el seu propi seguiment de culte i han desenvolupat els seus propis conjunts de normes i subcultures al llarg del temps.

### Combat
Sparring és una forma de joc de rol en línia que tracta del combat entre dos o més personatges, generalment realitzat en mitjans de reproducció per correu. Dos o més jugadors es tornen a escriure una batalla narrativa conjunta, cadascun intentant derrotar el seu rival. La batalla finalitza quan un participant reconeix la derrota o un jutge és vencedor per un àrbitre imparcial després de revisar totes les publicacions relacionades. En el context del joc de rol basat en Internet, el sparring conserva el seu significat tradicional de joc o pràctica de combat, però es limita a la interacció escrita. És diferent del joc de rol, ja que els combats solen contribuir poc, o res, al desenvolupament d'una història o personatge i els participants només estan subjectes a les regles d'un sistema de lluita de jocs de rol acordat.
Aquests sistemes de lluita es divideixen en tres categories, basades en la velocitat, descriptives i basades en girs. D’aquests, el primer és tal que les parts implicades busquen superar-se entre elles mitjançant una velocitat i un estratagema de mecanografia superiors i, per tant, solen deixar-se en llocs web o programes que admetin missatgeria instantània o xats. Aquest últim no posa èmfasi en la velocitat d'escriure, sinó que se centra totalment en l'estratègia i, per tant, normalment es basa en fòrums i taulers de missatges. Tots dos sistemes es divideixen a més en subconjunts explícits i implícits (també anomenats oberts i tancats), que fan referència a si el resultat d'un atac és declarat per l'atacant o se suposa que va succeir en el flux de la batalla.
Hi ha una gran escletxa d'ideologies dins de la comunitat de combat. Prové de la base del propòsit i la intenció de la spar, i divideix els sparrers en dues categories, que són jugadors de rol i lluitadors. Els jugadors de rol s'agrupen com a combatents "ortodoxos", on no s'accepten "automòbils", i és una pràctica mútuament respectuosa. Els partits ortodoxos es basen completament en el sistema d'honor i es mantenen més en la capacitat del personatge que en la mecànica del sistema. Les pautes i regles explícites s'apliquen als combatents, en un sistema "poc ortodox". Els espais poc ortodoxos tendeixen a fer servir les reivindicacions d'èxit, com s'ha comentat anteriorment, com a obertes i tancades.

## Psicologia dels joc de rol
Tot i que és un camp no desenvolupat, hi ha algunes investigacions realitzades sobre persones que juguen un rol en línia. Una faceta interessant del joc de rol en línia és la instància d'un rol que actua com a personatge d'un gènere diferent. Es va dur a terme un estudi al Journal of Computer Game Culture, que va discutir aquest fenomen del joc entre gèneres. En l'estudi, es va trobar que els jugadors de rol crearien personatges de gènere oposats per gaudir de la seva pròpia plasmació com a éssers alternatius. Aquesta era una forma d'adopció conscient dels "cossos" que el jugador no podia "posseir" físicament. Tot i que això crea una tensió entre l'avatar del personatge i l'usuari, és una tensió que sembla que no s'interposa en res, ja que els jugadors solen mostrar inconsciència.
A més, s'han fet investigacions sobre personalitats en línia que podrien extrapolar-se als fenòmens del joc de rol en línia. L'investigador J. Suler va trobar que, malgrat les diverses capes que amagaven la persona que hi ha darrere del personatge, encara hi ha una presència de l'autèntica personalitat del jugador. Suler, en el seu estudi, va destacar diverses raons per a aquesta expressió emocional estesa:
- Anonimat dissociatiu en què el jugador tendeix a no veure la similitud entre el seu jo en línia i el seu jo fora de línia, tot i que no són més que les dues cares de la mateixa moneda.
- Invisibilitat, ja que no hi ha cap preocupació per les aparences en interactuar en línia. Això també pot conduir a una major expressió emocional.
- L'asincronia és que els usuaris poden respondre quan tenen temps i no hi ha pressió per respondre emocionalment. Això permet una millor processó d'emocions i així augmentar l'expressió de les emocions del jugador.